# Vilar de Besteiros e Mosteiro de Fráguas
Vilar de Besteiros e Mosteiro de Fráguas (llamada oficialmente União das Freguesias de Vilar de Besteiros e Mosteiro de Fráguas) es una freguesia portuguesa del municipio de Tondela, distrito de Viseu.

## Historia
Fue creada el 28 de enero de 2013 en aplicación de una resolución de la Asamblea de la República de Portugal promulgada el 16 de enero de 2013 con la unión de las freguesias de Mosteiro de Fráguas y Vilar de Besteiros, pasando su sede a estar situada en la antigua freguesia de Vilar de Besteiros.

## Demografía
| Gráfica de evolución demográfica de Vilar de Besteiros e Mosteiro de Fráguas entre 2011 y 2021 |
|                                                                                                |
| Datos según el nomenclátor publicado por el INE portugués.                                     |